# Scapozygocera quadriplagiata
Scapozygocera quadriplagiata är en skalbaggsart. Scapozygocera quadriplagiata ingår i släktet Scapozygocera och familjen långhorningar.

## Underarter
Arten delas in i följande underarter:
- S. q. quadriplagiata
- S. q. aruensis